# Stadtschaft

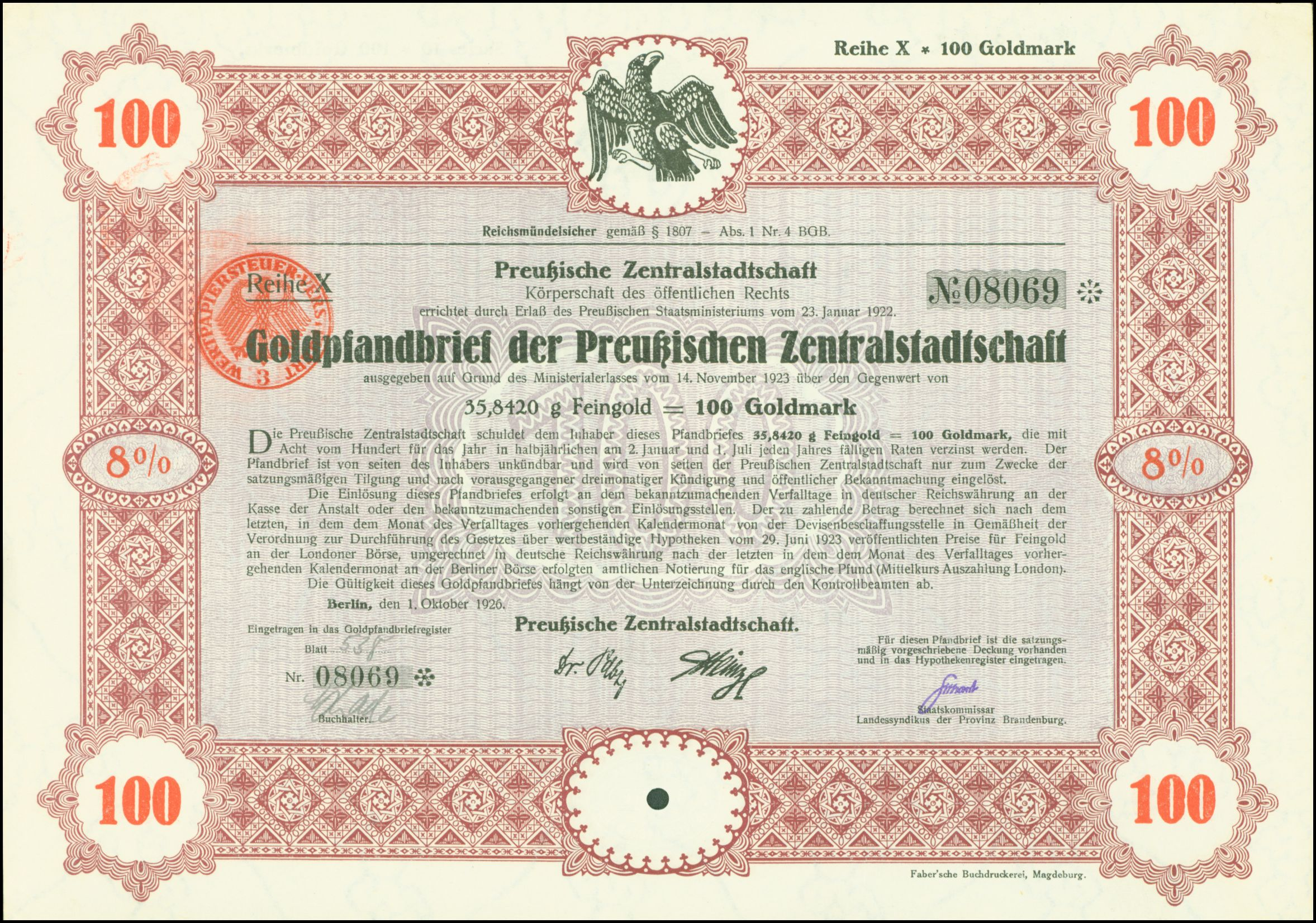
Goldpfandbrief über 100 Goldmark der Preußischen Zentralstadtschaft vom 1. Oktober 1926

Eine Stadtschaft war eine städtische Grundkreditanstalt (Pfandbriefanstalt). Stadtschaften wurden nach dem Vorbild der preußischen Landschaften als öffentlich-rechtliche Kreditinstitute der Städte eingerichtet. Die älteste war der Württembergische Kreditverein von 1825, in dem städtische Hauseigentümer und ländliche Grundbesitzer zusammengeschlossen waren.
Stadtschaften wurden in Preußen insbesondere nach dem Ersten Weltkrieg staatlich gefördert, um zu erreichen, dass Hypotheken zu besonders günstigen Konditionen aufgenommen werden konnten.
Die preußischen Stadtschaften Stadtschaft der Provinz Brandenburg (Berlin), Pommersche Stadtschaft (Stettin),  Ostpreußische Stadtschaft (Königsberg in Preußen), Stadtschaft der Provinz Hannover (Hannover), Stadtschaft der Provinz Grenzmark Posen-Westpreußen (Schneidemühl), Oberschlesische Stadtschaft (Ratibor), Stadtschaft der Provinz Sachsen (Halle an der Saale) und Stadtschaft der Provinz Niederschlesien (Breslau) waren in der Preußischen Zentralstadtschaft zusammengeschlossen.